# Корковадо (вулкан)
Корковадо (исп. Corcovado) — стратовулкан, расположенный в 25 км к югу от устья реки Ельчо в провинции Палена чилийского региона Лос-Лагос. Недалеко от вулкана находится посёлок Чайтен. Выточенная ледниками гора увенчана шлаковым конусом, который образовался в эпоху голоцена. У подножия вулкана находится ряд живописных озёр. В ясную погоду вулкан виден с острова Чилоэ.
Вулкан и территория около него является частью Национального парка Корковадо.